# Danell Leyva
Danell Leyva (n. 30 octombrie 1991, Cárdenas, Matanzas Province⁠(d), Cuba) este un gimnast artistic ce a reprezentat Statele Unite ale Americii, medaliat olimpic. A participat la 2 ediții ale Jocurilor Olimpice (2012, 2016) în care a câștigat o medalie de bronz.